# 로이 혼

로이 혼(Roy Horn 로이 호른[*], 본명: Uwe Ludwig Horn 우베 루트비히 호른[*], 1944년 10월 3일 ~ 2020년 5월 8일)은 독일계 미국인 마술사이다.
독일에서 태어나 미국으로 이주해 시민권을 얻었다.
지크프리트 피시바허와 같이 지크프리트와 로이라는 마술사 2인조로 20년 넘게 활동했다.
2003년 10월 3일 호랑이에게 물리고 깔리는 사고를 당했다.
2020년 4월 28일 혼이 코로나19 양성 판정을 받았다고 대변인이 발표했다.
5월 8일 라스베이거스 마운틴뷰 병원에서 코로나19에 의한 합병증으로 사망하였다.